# Wilhelm (Brunszwik)
Wilhelm (ur. 25 kwietnia 1806 w Brunszwiku, zm. 18 października 1884 w Szczodrem) – niemiecki książę Brunszwiku-Lüneburga z dynastii Welfów w latach 1831–1884, książę oleśnicki w latach 1826–1884.
Syn Fryderyka Wilhelma, księcia Brunszwiku-Lüneburga i Marii Elżbiety Badeńskiej (1782–1808). Młodszy brat Karola II.

## Ordery
Wielkie wstęgi
- Order Henryka Lwa – fundator i 1. wielki mistrz
- Order Wierności (Badenia)
- Order Lwa Zeryngeńskiego (Badenia)
- Order Podwiązki (Anglia)
- Order Orła Czarnego (Prusy)
- Order Świętego Jerzego (Hanower)
- Order Zasługi (Oldenburg)
- Order Świętego Stefana (Austro-Węgry)
- Order Ernestyński (Saksonia-Coburg-Gotha)
- Order Ludwika (Hesja)
- Order Lwa Złotego (Hesja)
- Order Sokoła Białego (Saksonia-Weimar)
- Order Lwa Złotego (Nassau)
- Order Korony (Wirtembergia)